# Alberto Marenco di Moriondo
Alberto Marenco di Moriondo (Novara, 15 dicembre 1889 – Torino, 27 maggio 1958) è stato un ammiraglio e partigiano italiano, veterano della guerra italo-turca, della prima guerra mondiale, dove si distinse particolarmente per aver affondato il sommergibile austro-ungarico U-20, e della guerra di Spagna.
Durante il corso della seconda guerra mondiale fu comandante della 4ª Divisione navale durante la battaglia di Punta Stilo, e poi Comandante militare del settore della Grecia occidentale (Marimorea) a Patrasso. Rientrato in Italia nell'agosto 1943 designato Presidente del Consiglio superiore della Marina a Roma, fu sorpreso nella Capitale della proclamazione dell'armistizio dell'8 settembre 1943. Rifiutata ogni collaborazione con la Repubblica Sociale Italiana, raggiunse il Piemonte dove entrò anonimamente nelle file della resistenza piemontese combattendo fino alla fine della guerra. Decorato con la Croce di Cavaliere dell'Ordine militare di Savoia, due medaglie d'argento e una di bronzo al valor militare, quattro croci al merito di guerra e dei titoli di Cavaliere di Gran Croce dell'Ordine della Corona d'Italia, Commendatore dell'Ordine dei Santi Maurizio e Lazzaro, e Commendatore dell'Ordine coloniale della Stella d'Italia. Padre del sottotenente di vascello Carlo Marenco di Moriondo decorato di Medaglia d'oro al valor militare alla memoria.

## Biografia
Nacque a Novara il 15 dicembre 1889, figlio di Cesare e di Lydia Arborio di Gattinara. Nel 1907 iniziò a frequentare la Regia Accademia navale di Livorno, da cui uscì con il grado di guardiamarina nel 1911, partecipando subito alla guerra italo-turca a bordo della nave da battaglia Benedetto Brin. Durante il corso della prima guerra mondiale, operò prevalentemente a bordo dei sommergibili. Come comandante in seconda dello Zoea fu decorato con una Medaglia di bronzo al valor militare, e assunto il comando dello F.12 si distinse particolarmente tanto da venire decorato di una Medaglia d'argento al valor militare per aver silurato, e affondato, il sommergibile austro-ungarico U-20. Promosso capitano di corvetta per meriti di guerra nel 1918, assunse l'incarico di Aiutante di campo effettivo di S.M. il Re Vittorio Emanuele III, ricoprendolo dal 1919 al 1923.
Ripreso il servizio in mare a bordo delle torpediniere, nel 1924 fu promosso capitano di fregata, e tra il 1927 e il 1929 fu vicecomandante della flottiglia sommergibili.
Divenuto capitano di vascello il 16 luglio 1930, assunse l'incarico di Capo di stato maggiore del Comando del dipartimento marittimo dell'Alto Tirreno. Tra il 10 ottobre 1933 e il 5 aprile 1935 fu comandante dell'incrociatore pesante Gorizia, e promosso contrammiraglio il 25 settembre 1935 iniziò a collaborare alle operazioni della Regia Marina nel corso della guerra di Spagna, al comando del gruppo navale italiano, alzando la sua insegna sull'esploratore Quarto. Promosso ammiraglio di divisione il 1º gennaio 1938, assunse il comando della 1ª Divisione navale, alzando la sua insegna sull'incrociatore pesante Zara. Divenuto Comandante militare marittimo di Pola nel 1939, dal 24 maggio del 1940 fu nominato comandante della 4ª Divisione navale, incarico che mantenne dall'entrata in guerra del Regno d'Italia, avvenuta il 10 giugno 1940, fino al maggio 1941, distinguendosi nel corso delle operazioni belliche, tanto da venire decorato con la Croce di Cavaliere dell'Ordine militare di Savoia. Assunto l'incarico di Comandante militare del settore della Grecia occidentale (Marimorea) a Patrasso, mantenne tale incarico fino all'agosto 1943.
Rientrato in Italia per assumere l'incarico di Presidente del Consiglio superiore della Marina a Roma, fu sorpreso nella Capitale dalla firma dell'armistizio dell'8 settembre 1943. Rifiutata ogni collaborazione con le autorità della neocostituita Repubblica Sociale Italiana, raggiungendo clandestinamente il Piemonte dove entrò nelle file della Resistenza piemontese. Operò come semplice partigiano nelle Langhe, prendendo parte a numerose azioni belliche, tanto che dopo la fine del conflitto fu decorato con una seconda Medaglia d'argento al valor militare e ottenne la qualifica di partigiano combattente. Nell'aprile 1945 riprese servizio attivo nella marina militare, assegnato al Ministero come membro della Commissione d'inchiesta speciale, dove prestò servizio fino al 4 marzo 1946 quando venne collocato in posizione ausiliaria. Si spense a Torino il 27 maggio 1958.

### Fonti
1. 1 2 3 4 5 6 7 8 9 10 11 12 13 14 15  Alberini, Prosperini 2016, p. 329.
2. ↑  Sito web del Quirinale: dettaglio decorato.
3. ↑  Registrato alla Corte dei conti il 15 giugno 1953, registro 78 della Presidenza del Consiglio dei Ministri, foglio 253.
4. ↑  Gazzetta Ufficiale del Regno d'Italia n.144, 21 giugno 1935, pag.3072.